# استیو اوتس
استیو اِوِتس (انگلیسی: Steve Evets؛ زادهٔ ۲۶ ژوئیهٔ ۱۹۵۹) بازیگر و موسیقی‌دان اهل بریتانیا است.
از فیلم‌ها یا برنامه‌های تلویزیونی که وی در آن نقش داشته‌است، می‌توان به ورا، مرگ در بهشت، آنا کارنینا، رابین هود، صخره برایتون، بلندی‌های بادگیر، در جستجوی اریک، تابستان، غول خودخواه، تفنگدارها، دزدان دریایی کارائیب: سوار بر امواج ناشناخته، ارتداد، مردی با قلب آهنین و جزیره اسپایک اشاره کرد.